# 仙台大学女子サッカー部
仙台大学女子サッカー部（せんだいだいがくじょしサッカーぶ）は、宮城県柴田郡柴田町にある仙台大学の女子サッカークラブである。

## 概要・歴史
仙台大学の特別強化指定クラブの一つで、皇后杯の初出場は2011年大会。チームカラーは赤で男子サッカー部とは異なる。
2021年、インカレのラウンド16で聖泉大学をPK戦の末に破り初のベスト8進出を決めた。

## 主な成績
全日本大学女子サッカー選手権大会
- ベスト8：1回 （2021）
- ベスト16：6回 （2012、2014、2015、2017、2018、2022）

皇后杯 JFA 全日本女子サッカー選手権大会
- ベスト32：2回 （2016、2017）

東北女子サッカーリーグ
- 準優勝：1回 （2021）

東北地域大学女子リーグ
- 優勝：5回 （2018、2019、2020、2022、2023）

東北女子リーグ
- 優勝：1回 （2019）

東北Liga student
- 優勝：8回 （2014、2015、2016、2017、2018、2019、2021、2022）

## 主な出身選手
- 須永愛海（2016年度卒）
- 山口歌子（2024年度卒）
- 船木里奈（2019年度卒）
- 山田萌々花（2024年度卒）